# Sh2-251
Sh2-251 est une nébuleuse en émission visible dans la constellation du Taureau,.
Elle est située dans la partie sud de la constellation, à la frontière d'Orion. Elle est visible à environ 5° à l'ouest de l'étoile π3 Orionis, la plus brillante de l'astérisme du bouclier d'Orion. Sa déclinaison n'est pas particulièrement septentrionale, ce qui signifie qu'elle peut être facilement observée depuis les deux hémisphères, bien que les observateurs de l'hémisphère nord aient un léger avantage. La période où elle atteint sa plus haute élévation au-dessus de l'horizon se situe entre octobre et février.
La nébuleuse fait partie de la bulle de l'Éridan, dont elle est l'un des fragments les plus éloignés. Sa distance est donc comprise entre 200 et 400 pc. La bulle de l'Éridan est une superbulle en expansion générée par les étoiles massives de classes spectrales A et B appartenant à l'association OB Orion OB1, formée à partir des gaz du complexe d'Orion. Elle s'étend sur plusieurs centaines d'années-lumière et apparaît en interaction avec un grand nombre de petites régions nébuleuses périphériques du complexe lui-même.